# Vanda boumaniae
Vanda boumaniae är en orkidéart som beskrevs av Johannes Jacobus Smith. Vanda boumaniae ingår i släktet Vanda och familjen orkidéer.
Artens utbredningsområde är Små Sundaöarna. Inga underarter finns listade i Catalogue of Life.